# Pusignan
Pusignan é uma comuna francesa na região administrativa de Auvérnia-Ródano-Alpes, no departamento do Ródano. Estende-se por uma área de 13.04 km². Em 2010 a comuna tinha 4 147 habitantes (densidade: 318 hab./km²).